# Memoir of Rati
Memoir of Rati (tiếng Thái: จาฤกรติชา; RTGS: Cha ri kon ti cha) là một bộ phim truyền hình Thái Lan phát sóng năm 2025, với sự tham gia của Sarin Ronnakiat, Sapol Assawamunkong. Bộ phim dựa trên tiểu thuyết cùng tên "Memoir of Rati" của P.PICHA (tiếng Thái: พลอยพิชา). Bộ phim được phát sóng trên GMMTV mỗi thứ sáu hằng tuần từ ngày 20 tháng 6 năm 2025, đồng thời cũng phát trên Netflix.
Ngày 26 tháng 11 năm 2024, GMMTV giới thiệu bộ phim tại buổi họp báo GMMTV 2025 RIDING THE WAVE.

## Nội dung
Lấy bối cảnh vào năm 1915 (Phật lịch 2458), Rati (Sarin Ronnakiat) một cậu bé mồ côi được nhận nuôi và sống ở Pháp. Trở về Xiêm sau 20 năm và trở thành phiên dịch cho Đại sứ Pháp. Ở đó anh gặp Theerathon (Sapol Assawamunkong), thứ trưởng Bộ giáo dục. Tình cảm bắt đầu dần nảy sinh và họ phải che dấu nó giữa những khó khăn xung quanh. Tương tự, mối quan hệ giữa thường dân Mek (Thanaboon Kiatniran) và nam tước Dech (Tharatorn Jantharaworakarn).

## Diễn viên

### Diễn viên chính
- Sarin Ronnakiat (Inn) vai Rati Dier: Phiên dịch viên Đại sứ Pháp.
- Sapol Assawamunkong (Great) vai Therathonthanin Wisut: Bộ trưởng bộ giáo dục.

### Diễn viên phụ
- Thanaboon Kiatniran (Aou) vai Mek
- Tharatorn Jantharaworakarn (Boom) vai Nam tước Dech
- Sivakorn Lertchuchot (Guy) vai Sadej Mai/Hoàng tử Krom Phraya
- Ploynira Hiruntaveesin (Kapook) vai Pha
- Allan Asawasuebsakul (Ford) vai Thiwa Wisut: Em trai của Therathonthanin Wisut.
- Thanik Kamontharanon (Pawin) vai Kui: Người dọn vườn tại công sứ Pháp.
- Thanatchaporn Utsahajit (Best) vai Jam: Người hầu tại công sứ Pháp.
- David Asavanond vai Lutin: Đại sứ Pháp
- Penpetch Benyakul vai Công tước Ram: Cha của Therathonthanin Wisut.
- Tarika Thidathit (Koi) vai Nareerat: Bà nội của Therathonthanin Wisut.

## Nhạc phim
| Memoir of Rati OST | Memoir of Rati OST | Memoir of Rati OST   | Memoir of Rati OST |
| STT                | Nhan đề            | Ca sĩ                | Thời lượng         |
| ------------------ | ------------------ | -------------------- | ------------------ |
| 1.                 | "อัศจรรย์ (Miracle)" | Allan Asawasuebsakul | 4:05               |

## Lưu diễn
| Năm  | Ngày            | Chương trình                      | Quốc gia | Địa điểm                         | Chú thích |
| ---- | --------------- | --------------------------------- | -------- | -------------------------------- | --------- |
| 2025 | Ngày 20 tháng 6 | Memoir of Rati: The First Chapter | Thái Lan | Siam Pavalai Royal Grand Theatre | [ 1 ]     |